# Hopedale (Ohio)
Pour les articles homonymes, voir Hopedale (homonymie).
Hopedale est un village américain situé dans le comté de Harrison, dans l'Ohio. Selon le recensement de 2010, sa population est de 950 habitants.